# Марија Палеолог од Монферата
Марија Палеолог (Казале, 19. септембар 1508 – Казале, 15. септембар 1530) била је најстарија ћерка маркиза Вилијама IX од Монферата и маркизе Ане д'Алансон.

## Биографија
Већ 1515. године, маркиз Вилијам IX od Монфератa и Франческо II Гонзага, маркиз од Мантове, почели су да планирају брак између своје деце, Марије и Федерика, будућег наследника свог оца. Међутим, преговори су прекинути јер је маркиза Изабела д'Есте, мајка будућег младожење, била одсутна. Настављено је две године касније и венчање је заправо прослављено 15. априла 1517.године, у Казалеу.
Иако је млада имала само девет година, одлучено је да брак буде конзумиран чим Марија напуни шеснаест година. У међувремену би остала у Казалеу.
Дана 4. октобра 1518. године, њен отац маркиз Вилијам IX је умро, а пошто је наследник Бонифације IV још био малолетан, намесништво је преузела његова мајка маркиза Ана, која је морала да се суочи са ратовима између Француске и Светог римског царства, што је резултирало инвазијом на територију Монферата од стране трупе. Да би избегла нападе, маркиза Ана је била принуђена да плати велике суме новца обема странама.
Током ових година нестабилности, маркиза Марија је чекала дан када ће се придружити свом мужу према брачном уговору. Међутим, њен муж Федерико се у међувремену заљубио у Изабелу Боскети, која му је такође родила сина Алесандра. Штавише, променили су се политички интереси Гонзага у Монферату. Иако је маркиза Марија била најстарија ћерка, наследник Монферата био је њен брат маркиз Бонифације IV, који је међутим био лошег здравља; што је довело до претпоставке да ће Марија постати наследница Монферата. Њен брат се, међутим, опоравио.
Пошто веза са маркизом Маријом више није била корисна, Федерико Гонзага је покушао да поништи брак, који између осталог никада није био конзумиран. Поништење је уследило од папе Клемента VII 6. маја 1529. године, убеђен од маркизе Изабеле д'Есте, Федерикове мајке: маркиз је заправо оптужио његову ташту и снају да су организовале заверу да убију Федерикову љубавницу.
Након поништења, за младенце отвориле су се и друге брачне понуде. Војвода Франческо II Сфорца је био заинтересован за маркизу Марију, док је цар Карло V намеравао да ожени маркиза Федерика II Гонзага својом синовицом Јулијом од Арагона.
Дана 6. јуна 1530. године, павши са коња, маркиз Бонифације IV је изненада умро. Маркиза Марија је тако постала ефективна наследница Монферата, што је поново изазвало интересовање маркиза Федерика II, који је у међувремену био верен са Јулијом од Арагона. Поново тражећи помоћ од папе, он је први брак поново сматрао валидним и раскинуо веридбу са принцезом Јулијом од Арагона.
Међутим, маркиза Марија није могла да дође до свог мужа маркиза Федерика II: она је изненада умрла 15. септембра 1530. године; Канцеларија је пет дана касније одбацила поништење папе Клемента VII.
Унија између породице Гонзага и породице Палеолог, на крају се ипак догодила: 3. октобра 1531. године, прослављено је венчање између војводе Федерика II и Маргарите Палеолог, сада једине наследнице, што је довело до тога да Гонзаге стекну Монферат.